# DM51手榴弾

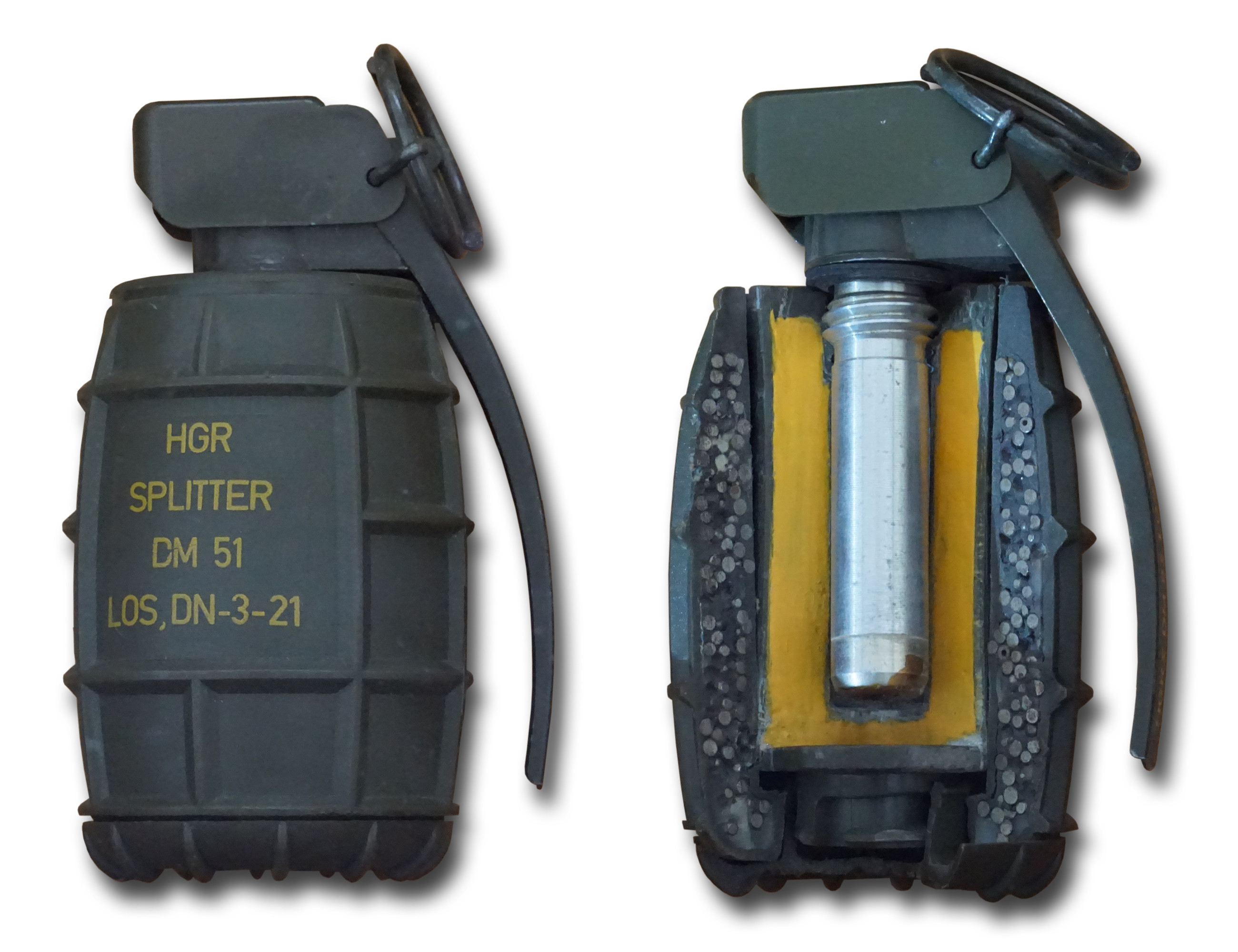
弾殻を装着したDM51と、そのカットモデル

DM51手榴弾（デーエム アインウントフュンフツィヒ しゅりゅうだん/てりゅうだん）は、西ドイツ（ドイツ連邦共和国）で開発された手榴弾である。信管・炸薬と弾殻とを分離できる構造になっており、樽型の弾殻を取り付けると破片手榴弾（防御手榴弾）、取り外すと攻撃手榴弾として使うことができる。経験豊富な兵士であれば、約25メートル先に投擲できるとされる。
弾殻はプラスチック製で、破片として機能する約5,700個のスチール製散弾を内蔵しており、炸薬の爆発により直径2 - 3ミリの破片となって飛散し殺傷する仕組みである。致死半径は約10メートル。
派生型として、青色の訓練用模擬弾がある。

## 諸元
- 重量：450g[1]
- 直径：57mm
- 全長：107mm
- 炸薬：ペンスリット
- 炸薬重量：154g
- 信管：DM82遅延信管
- 遅延時間：約4秒[1]